# Dayton Lakes
Dayton Lakes è un centro abitato degli Stati Uniti d'America situato nella contea di Liberty dello Stato del Texas.
La popolazione era di 93 persone al censimento del 2010.

## Geografia fisica
Dayton Lakes è situata a 30°08′44″N 94°49′18″W (30.145428, -94.821686).
Secondo lo United States Census Bureau, ha un'area totale di un miglio quadrato (2,6 km²), di cui 0,8 miglia quadrate (2,1 km²) di terreno e 0,1/0,2 miglia quadrate (0,26 km², 12.50%) d'acqua.

## Società

### Evoluzione demografica
Secondo il censimento del 2000, c'erano 101 persone, 43 nuclei familiari e 26 famiglie residenti nella città. La densità di popolazione era di 120,4 persone per miglio quadrato (46,4/km²). C'erano 78 unità abitative a una densità media di 93,0 per miglio quadrato (35,9/km²). La composizione etnica della città era formata dal 99,01% di bianchi e lo 0,99% di afroamericani.
C'erano 43 nuclei familiari di cui il 30,2% aveva figli di età inferiore ai 18 anni, il 44,2% aveva coppie sposate conviventi, il 2,3% aveva un capofamiglia femmina senza marito, e il 39,5% erano non-famiglie. Il 34,9% di tutti i nuclei familiari erano individuali e il 4,7% aveva componenti con un'età di 65 anni o più che vivevano da soli. Il numero di componenti medio di un nucleo familiare era di 2,35 e quello di una famiglia era di 2,96.
La popolazione era composta dal 27,7% di persone sotto i 18 anni, il 3,0% di persone dai 18 ai 24 anni, il 34,7% di persone dai 25 ai 44 anni, il 24,8% di persone dai 45 ai 64 anni, e il 9,9% di persone di 65 anni o più. L'età media era di 36 anni. Per ogni 100 femmine c'erano 119,6 maschi. Per ogni 100 femmine dai 18 anni in giù, c'erano 151,7 maschi.
Il reddito medio di un nucleo familiare era di 37.083 dollari e quello di una famiglia era di 30.938 dollari. I maschi avevano un reddito medio di 40.750 dollari contro i 23.750 dollari delle femmine. Il reddito pro capite era di 12.873 dollari. C'erano il 20,7% delle famiglie e il 27,2% della popolazione che vivevano sotto la soglia di povertà, incluso il 30,8% di persone sotto i 18 anni e nessuno sopra i 64 anni.